# Lambírion
Lambírion (Lampiri) är en ort i Grekland.   Den ligger i prefekturen Nomós Aitolías kai Akarnanías och regionen Västra Grekland, i den centrala delen av landet, 200 km väster om huvudstaden Aten. Lambírion ligger 1 093 meter över havet och antalet invånare är 103.
Terrängen runt Lambírion är bergig åt nordväst, men åt sydost är den kuperad. Runt Lambírion är det ganska glesbefolkat, med 26 invånare per kvadratkilometer. Närmaste större samhälle är Agrínio, 19,4 km sydväst om Lambírion. I omgivningarna runt Lambírion växer i huvudsak blandskog.